# Winter Carols
Winter Carols es el sexto álbum con canciones tradicionales de Navidad de la banda Blackmore's Night, que fue lanzado en 2006 por la discográfica Locomotive Music.
La portada del álbum es una adaptación de una famosa calle de Rothenburg ob der Tauber en Alemania. La misma calle se encuentra en la portada de su segundo álbum Under a Violet Moon, pero esta vez se encuentra en invierno. "Wish You Were Here" es una nueva versión de la canción encontrada en su primer álbum Shadow of the Moon.

## Canciones
1. "Hark the Herald Angels Sing/Come All Ye Faithful" – 3:50
2. "I Saw Three Ships" – 2:40
3. "Winter (Basse danse)" – 3:07
4. "Ding Dong Merrily on High" – 3:16
5. "Ma-O-Tzur" – 2:19
6. "Good King Wenceslas" – 4:44
7. "Lord of the Dance - Simple Gifts" – 3:34
8. "We Three Kings" – 4:48
9. "Wish You Were Here" – 5:02
10. "Emmanuel" – 3:32
11. "Christmas Eve" – 4:20
12. "We Wish You a Merry Christmas" – 1:21